# Benny Carter
Benny Carter (8. srpna 1907 New York City, New York, USA – 12. července 2003 Los Angeles, Kalifornie, USA) byl americký jazzový saxofonista, trumpetista, klarinetista, hudební skladatel a aranžér. Svou kariéru zahájil ve dvacátých letech a první nahrávku nahrál v roce 1928. Počátkem třicátých let hrál s Fletcherem Hendersonem. Po několika měsících strávených v Evropě se v roce 1943 přestěhoval do Los Angeles, kde pracoval jako aranžér pro řadu umělců, mezi něž patřili Billie Holiday, Sarah Vaughan nebo Louis Armstrong. Zemřel v roce 2003 na komplikace s bronchitidou ve věku 95 let.
V roce 1986 získal ocenění NEA Jazz Masters. V roce 1987 získal cenu Grammy za celoživotní přínos a v roce 1994 za nejlepší sólo ve skladbě „Prelude to a Kiss“. V roce 1994 dostal hvězdu na Hollywoodském chodníku slávy, v roce 1996 byl oceněn v Kennedy Center Honors a v roce 2000 dostal od prezidenta Billa Clintona medaili za umění.